# Phalacronothus avunculus
Phalacronothus avunculus är en skalbaggsart som beskrevs av Vladimir Balthasar 1946. Phalacronothus avunculus ingår i släktet Phalacronothus och familjen Aphodiidae. Inga underarter finns listade i Catalogue of Life.